# Stämpipa
En stämpipa (eng. pitchpipe, ty. Stimmpfeife) är ett redskap som används dels för att åstadkomma en referenston vid stämning av musikinstrument, dels för att ge en referenston vid tongivning vid sång a cappella, särskilt inom barbershop. 
I stämpipan finns flera rör med metalltungor som sätts i svängning då man blåser i den. Det finns kromatiska stämpipor med tolv toner och stämpipor med färre toner speciellt avsedda att användas vid stämning av till exempel stränginstrument.